# 拉萨大礼堂
拉萨大礼堂是中国西藏自治区拉萨市的一座剧院，也是西藏历史上第一座剧院，于1956年4月15日落成。该礼堂坐落于拉萨市宇拓路西头南街。
1956年4月22日，西藏自治区筹备委员会成立大会在新落成的拉萨大礼堂举行。达赖喇嘛·丹增嘉措、班禅额尔德尼·确吉坚赞分别致词。
1956年7月，西藏历史上第一所小学——拉萨小学在拉萨大礼堂举行首届学生毕业典礼，阿沛·阿旺晋美等参加典礼并发表讲话。